# Bandiera delle Fiandre
La bandiera delle Fiandre, solitamente chiamata leone fiammingo o bandiera del leone, è la bandiera della Comunità fiamminga e della Regione fiamminga. Questa bandiera fu ufficialmente adottata come bandiera del Consiglio per la comunità culturale olandese nel 1973, e successivamente, nel 1985, come bandiera della Comunità fiamminga. La bandiera era basata sul vecchio stemma della contea delle Fiandre

## Disegno
La descrizione della bandiera:
Giallo con un leone nero, con artigli e lingua rossi.
Il leone si leva in piedi sulle zampe posteriori e gli  artigli, di fronte all'asta della bandiera. Il rapporto altezza/larghezza della bandiera è 2:3, che è diverso dalla bandiera belga, ma è un formato utilizzato globalmente.
La bandiera ufficiale è stata ispirata da un'immagine della mano di un araldo sconosciuto e un firmatario in un libriccino del periodo 1560-1570. Ancor più che nell'Armoriale di Gheldria, l'immagine è chiaramente riconoscibile come un leone, con una criniera ben lavorata. Il progetto è stato realizzato in collaborazione con il Consiglio araldico fiammingo.

La "Bandiera della Battaglia" (Strijdvlag)

Il colore degli artigli e della lingua sulla bandiera ufficiale e sullo stemma è, come si è detto, rosso. Molti all'interno del Movimento fiammingo, tuttavia, hanno fatto una campagna per una bandiera completamente giallo-nera. Il movimento fiammingo preferisce sempre una bandiera con anche la lingua e gli artigli neri. Questa versione (non ufficiale) della bandiera del Leone è chiamata Bandiera della Battaglia fiamminga.

## Utilizzo della bandiera
La bandiera fiamminga dev'essere sempre mostrata nei grandi edifici amministrativi del Ministero della Comunità fiamminga, e nelle istituzioni pubbliche e scientifiche fiamminghe. Inoltre, non esiste una legislazione sull'uso corretto della bandiera e ogni cittadino può appendere la bandiera quando vuole.